# Восточная Малопольша

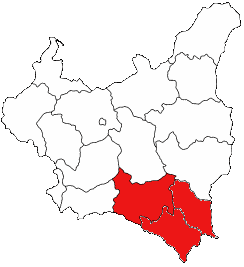
Регион на карте II Речи Посполитой

Восточная Малопольша (пол. Małopolska Wschodnia) — название территории Львовского, Тарнопольского и Станиславовского воеводств Польши, использовавшееся в межвоенный период истории Польши. В этих воеводствах преобладало украинское население, а потому, в соответствии с законом Сейма Польши от 1922 года (так и не вступившим в силу), планировалось создать Автономию Восточной Малопольши. С конца XVIII века и до окончания Первой мировой войны эта территория (Восточная Галиция) входила в состав Австрийской монархии; после её распада в результате нескольких лет вооружённой борьбы за контроль над этой территорией вошла в состав Польши по условиям Рижского мирного договора 1921 года.
В сентябре 1939 года, вследствие германо-советской оккупации Польши, Львовское, Тарнопольское и Станиславовское воеводства были присоединены к СССР и вошли в состав Украинской ССР. В июне 1941 года они были оккупированы Германией; в ходе Второй мировой войны лидеры антигитлеровской коалиции на Тегеранской конференции приняли решение о том, что эти земли останутся в составе СССР и по окончании войны.
В настоящее время эта территория разделена между Подкарпатским воеводством Польши и Украиной (Львовская, Ивано-Франковская и Тернопольская области).